# Altova
Altova — компания, основанная в 1992 году, разработчик коммерческого ПО с штаб-квартирами в Beverly, MA (США) и Вене (Австрия). Компания разрабатывает интегрированные средства разработки для работы с XML, базами данных, UML и управления данными.

## Продукты
Линейка продуктов включает в себя:
- XMLSpy — редактор XML с функциями моделирования, редактирования, трансформации и отладки
- MapForce — все-во-все графическое средство для мэппинга, преобразования и интеграции
  - MapForce FlexText — графическая утилита для разбора плоских текстовых файлов
- StyleVision — многоцелевое визуальное средство для дизайна стилей, многоканальной публикации и генерации отчетов
- UModel — средство для создания моделей UML
- DatabaseSpy — средство для управления данными, выполнения и создания запросов
- DiffDog — средство для сравнения и слияния документов XML, файловых каталогов и содержимого баз данных
- SchemaAgent — графический редактор схем XML Schema, XSLT, WSDL
- SemanticWorks — визуальный редактор RDF и OWL
- Authentic — WYSIWYG-средство для ведения XML-документов и редактор содержимого баз данных
- MissionKit — интегрированный пакет всех перечисленных выше продуктов
- Бесплатные библиотеки AltovaXML с поддержкой XML 1.0, XSLT 1.0 и 2.0, XQuery 1.0, XPath 1.0 и 2.0, XML Schema 1.0